# Anja Winter
Anja Maria Winter (Amsterdam, 17 augustus 1956) is een Nederlandse actrice.
Winter werd bekend als actrice met de rol van dr. Liza Messing in de TROS-dramaserie Medisch Centrum West. Zij speelde deze rol van 1988 tot 1994. Daarvoor studeerde ze aan de Gerrit Rietveld Academie, waarna ze een paar jaar als moderedactrice werkzaam was voor onder andere Margriet en Avenue. Na Medisch Centrum West vertolkte zij verschillende gast- en hoofdrollen in tv-films en televisieseries, zoals 12 steden, 13 ongelukken, Laat maar zitten, Oppassen!!!, Achter het Scherm! en in zo'n 112 afleveringen van Goede tijden, slechte tijden. Winter is getrouwd met journalist Mark van den Heuvel en woont in Amsterdam.